# Xiphidiopsis fallax
Xiphidiopsis fallax är en insektsart som beskrevs av Ludwig Redtenbacher 1891. Xiphidiopsis fallax ingår i släktet Xiphidiopsis och familjen vårtbitare. Inga underarter finns listade i Catalogue of Life.